# 1940 na arte

## Eventos
- 29 de Março - Fundação do Museu Imperial em Petrópolis, Brasil
- 23 de junho - Inauguração da Exposição do Mundo Português em Lisboa, Portugal.
- Construção do Museu de José Malhoa nas Caldas da Rainha, Portugal.
- Carnaval - A Estação Primeira de Mangueira vence o carnaval carioca, conquistando seu 4º título geral.

## Nascimentos
| Data           | Nome              | Profissão                                          | Nacionalidade  | Observações | Ref   |
| -------------- | ----------------- | -------------------------------------------------- | -------------- | ----------- | ----- |
| 5 de fevereiro | H. R. Giger       | pintor, escultor e desenhista de cenários          | Suíça          | m. 2014     | [ 1 ] |
| 9 de setembro  | Vicente Segrelles | pintor e autor espanhol de histórias em quadrinhos | Espanha        |             |       |
| ??             | Chuck Close       | fotógrafo e pintor                                 | Estados Unidos |             |       |
| ??             | Romanita Disconzi | pintora, professora e gravurista                   | Brasil         |             |       |
| ??             | Dario Alves       | pintor                                             | Portugal       |             |       |
| ??             | Espiga Pinto      | artista plástico                                   | Portugal       |             |       |
| ??             | Guilherme Parente | pintor                                             | Portugal       |             |       |

## Mortes
| Data         | Nome             | Profissão           | Nacionalidade                              | Observações | Ref |
| ------------ | ---------------- | ------------------- | ------------------------------------------ | ----------- | --- |
| 21 de junho  | Édouard Vuillard | ilustrador e pintor | França                                     | n. 1868     |     |
| 29 de junho  | Paul Klee        | pintor              | Suíça                                      | n. 1879     |     |
| 21 de agosto | Carlos Reis      | pintor              | Reino Unido de Portugal, Brasil e Algarves | n. 1863     |     |

## Prémios
- Prémio Valmor e Municipal de Arquitectura 1940 - Porfírio Pardal Monteiro[2].